# Егут
Егут (в верховье Викшречка) — река в России, протекает по территории Кемского района Карелии. Длина реки — 48 км, площадь водосборного бассейна — 272 км².
Река берёт начало в заболоченной местности. Течёт преимущественно в восточном направлении. В среднем течении пересекает трассу Р21 («Кола»). Устье реки находится в 30 км по правому берегу реки Поньгома на высоте 32,3 м над уровнем моря.
В среднем течении протекает озеро Егут, расположенное на высоте 59,0 м над уровнем моря.
Река в общей сложности имеет 29 притоков менее 10 км длины суммарной протяжённостью 74 км. Более крупные: ручьи Чёрный и Еловый.
Населённые пункты на ручье отсутствуют.

## Данные водного реестра
По данным государственного водного реестра России относится к Баренцево-Беломорскому бассейновому округу, водохозяйственный участок реки — реки бассейна Белого моря от западной границы бассейна реки Нива до северной границы бассейна реки Кемь, без реки Ковда. Речной бассейн реки — бассейны рек Кольского полуострова и Карелии, впадает в Белое море.
По данным геоинформационной системы водохозяйственного районирования территории РФ, подготовленной Федеральным агентством водных ресурсов:
- Код водного объекта в государственном водном реестре — 02020000712102000002476
- Код по гидрологической изученности (ГИ) — 102000247

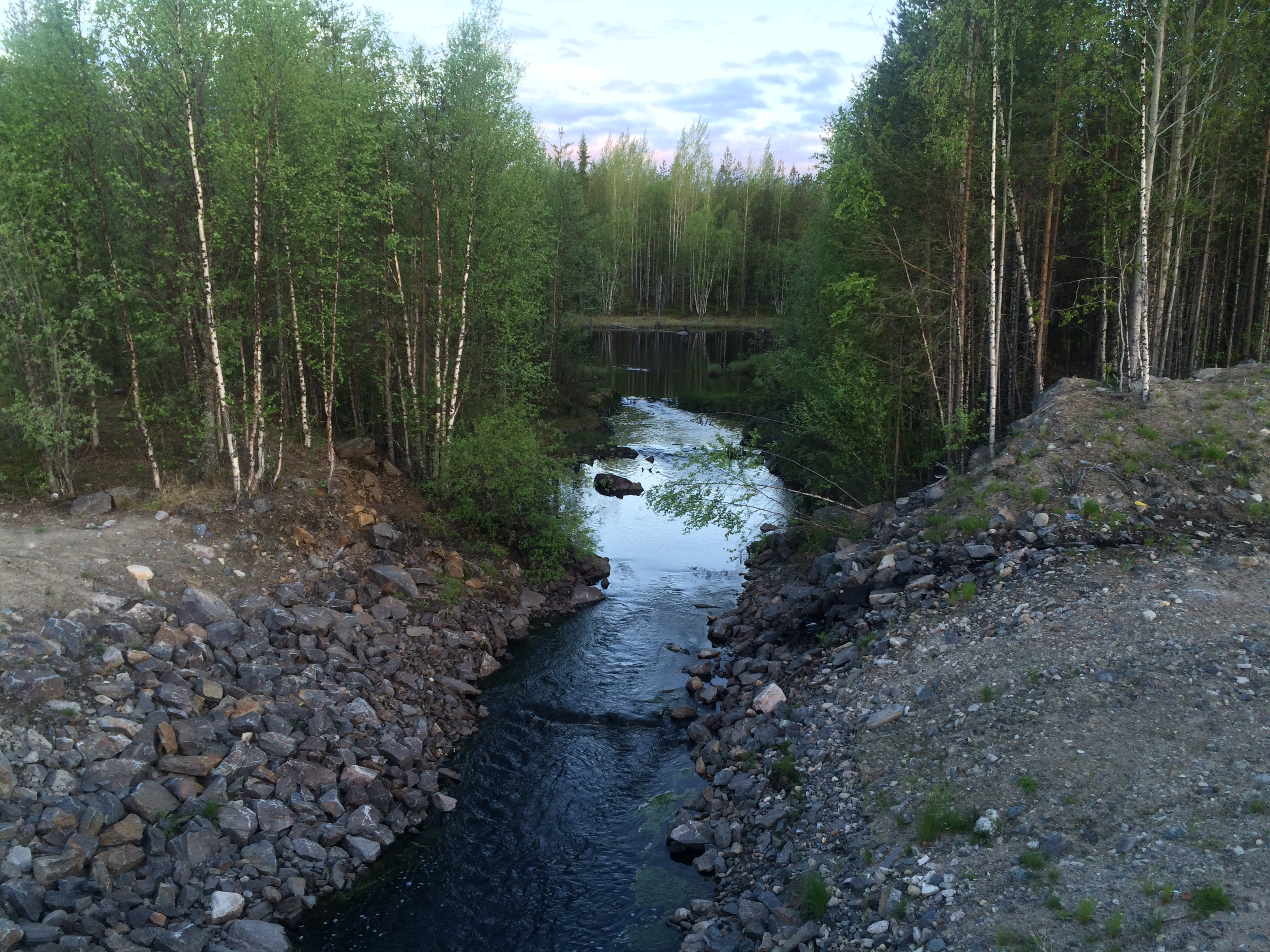
Вид против течения

- Код бассейна — 02.02.00.007
- Номер тома по ГИ — 02
- Выпуск по ГИ — 0